# Белое золото (Хлопок)
«Белое Золото (хлопок)» — советский мультипликационный фильм 1947 года о значении хлопка в народном хозяйстве, о достижениях в производстве хлопка. Один из успехов советских сатирических мультфильмов.
Текст за кадром читает знаменитый диктор Юрий Борисович Левитан.

## Сюжет
Этот мультипликационный фильм рассказывает о людском «золоте» в послевоенное время. В период разрухи после фашистской войны страна только начала подниматься с колен. Тут подробно раскрывается история добычи и обработки хлопка — значимого для всех людей мира природного материала и в чём же заключается успех производства хлопка. Создатели постарались полностью раскрыть данную тему, благодаря яркому повествованию диктора и сюжетной линии.

## Создатели
- сценарий: Александр Иванов, А. Степная
- режиссёр-художник — Александр Иванов
- художники-постановщики: Ефим Верлоцкий, Елена Танненберг
- оператор — Михаил Друян
- звукооператор — С. Ренский
- технический ассистент — Фёдор Гольдштейн
- директор картины — Н. Цофнас
- музыкальное оформление — Семён Бендерский
- художники-мультипликаторы: Михаил Ботов, Лев Позднеев, А. Бирулин, Лидия Резцова, Борис Меерович, Николай Фёдоров, А. Манафов, Геннадий Филиппов, Борис Чани
- текст читает — Юрий Левитан